# Schatzkammer-Evangeliar

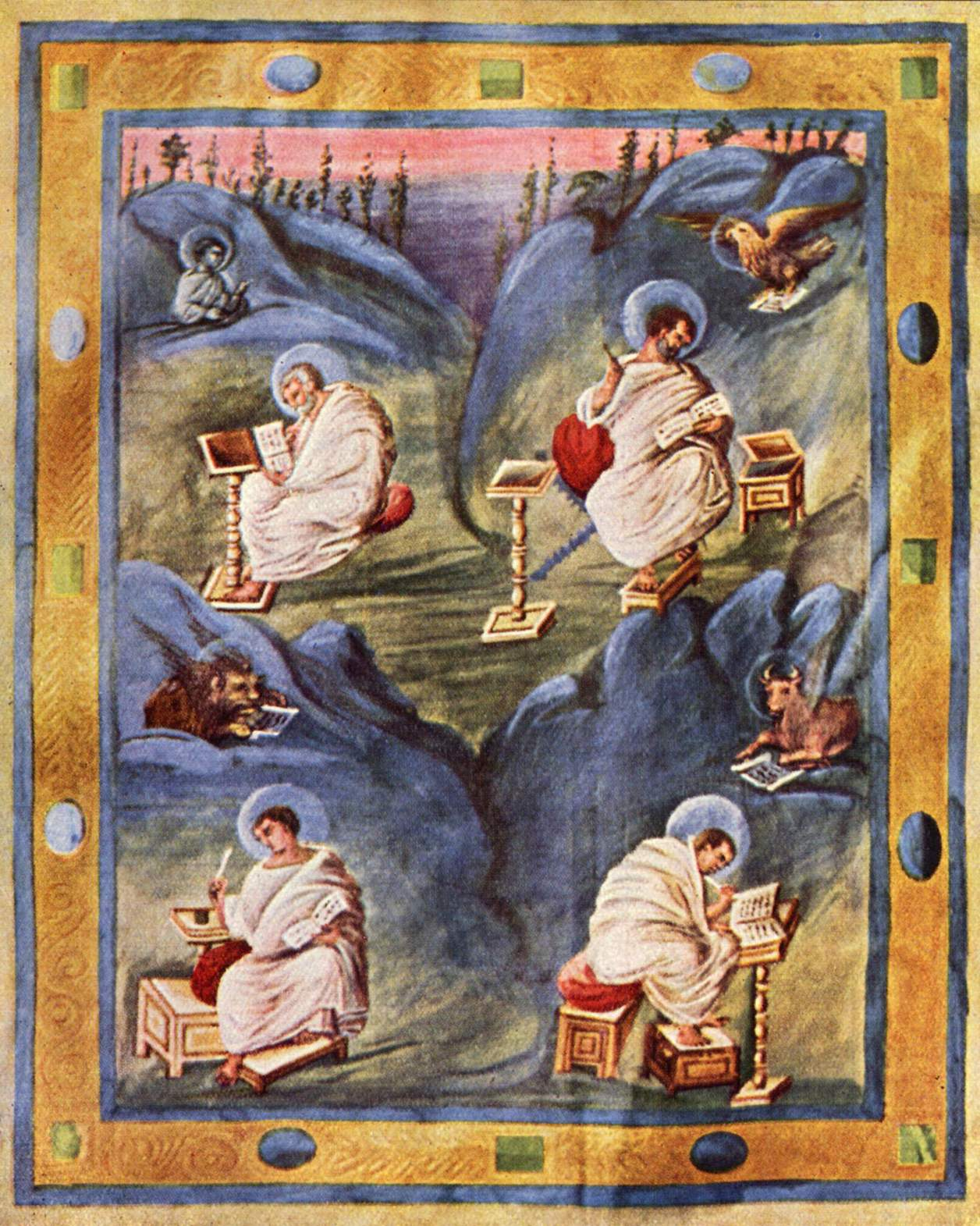
Schatzkammer-Evangeliar, fol. 14v: Die vier Evangelisten

Das Schatzkammer-Evangeliar, auch Karolingisches Evangeliar genannt, ist eine karolingische Bilderhandschrift, die Anfang des 9. Jahrhunderts an der Hofschule Karls des Großen entstand. Das Evangeliar gehört einer Handschriftengruppe an, die als Gruppe des Wiener Krönungsevangeliars bezeichnet wird. Es gehörte zum Kirchenschatz der Aachener Pfalzkapelle Karls des Großen und ist heute in der Aachener Domschatzkammer (Inv.-Nr. 4) ausgestellt. Das Schatzkammer-Evangeliar ist neben dem ottonischen Liuthar-Evangeliar somit die ältere der zwei bedeutenden hier ausgestellten mittelalterlichen Handschriften.

## Beschreibung und Einordnung

### Handschrift

#### Inhalt und Gestaltung
Der Codex besteht aus 280 Pergamentblättern im Format 30,1 × 23,3 cm. Der Text des Codex ist einspaltig in karolingischer Minuskel in 20 bis 24 Zeilen geschrieben, wogegen Titel und Überschriften in Capitalis rustica ausgeführt sind. Der Inhalt beginnt mit dem Hieronymusprolog (fol. 2r–5r) und dem sogenannten Damasusbrief (fol. 5r–7v). Dem Evangelienteil sind zwölf Kanontafeln (fol. 8v–14r) und eine ganzseitige Miniatur mit der Darstellung der vier Evangelisten (fol. 14v) vorangestellt. Die Kanontafeln sind von Architekturrahmen umgeben, die – einzigartig in der karolingischen Buchmalerei – den Gebälktypus aufweisen. Es folgen die Texte der vier Evangelien, jeweils mit den Vorreden. Bis auf die Darstellung der vier Evangelisten und eine Zierseite mit dem in goldener und silberner Capitalis rustica gefassten Titel des Matthäus-Evangeliums auf purpurnem Grund in einem Ornamentrahmen (fol. 19v) findet sich in der Handschrift keine weitere Miniatur. Die letzten Seiten des Evangeliars enthalten das Capitulare Evangeliorum, ein Verzeichnis der an Sonn- und Feiertagen im Gottesdienst zu lesenden Evangelienperikopen (fol. 258r–280v).

#### Evangelistenbild
Die Miniatur auf fol. 14v der Handschrift zeigt in einer für die mittelalterliche Kunst höchst ungewöhnlichen Darstellungsweise die Evangelisten mit ihren Symbolen gemeinsam in einer blauen Hügellandschaft. Im Uhrzeigersinn sind dies Johannes mit dem Adler, Lukas mit dem Stier, Markus mit dem Löwen, Matthäus mit dem Menschen. Die Miniatur zeigt oben einen rosafarbenen Himmel mit Bäumen. Die heute wieder sichtbare Vorzeichnung des Bildes macht deutlich, dass dort zunächst Mauern mit Zinnen vorgesehen waren. Die Evangelisten mit ihren weißen Nimben und ihrer weißen Kleidung sind in der Tradition antiker Philosophenbilder dargestellt. Sie verrichten sitzend unterschiedliche schreibende Tätigkeiten. Obwohl sie voneinander abgewendet wiedergegeben sind, so umfasst sie doch in dieser Darstellung eine gemeinsame spirituelle Einheit.

### Einband

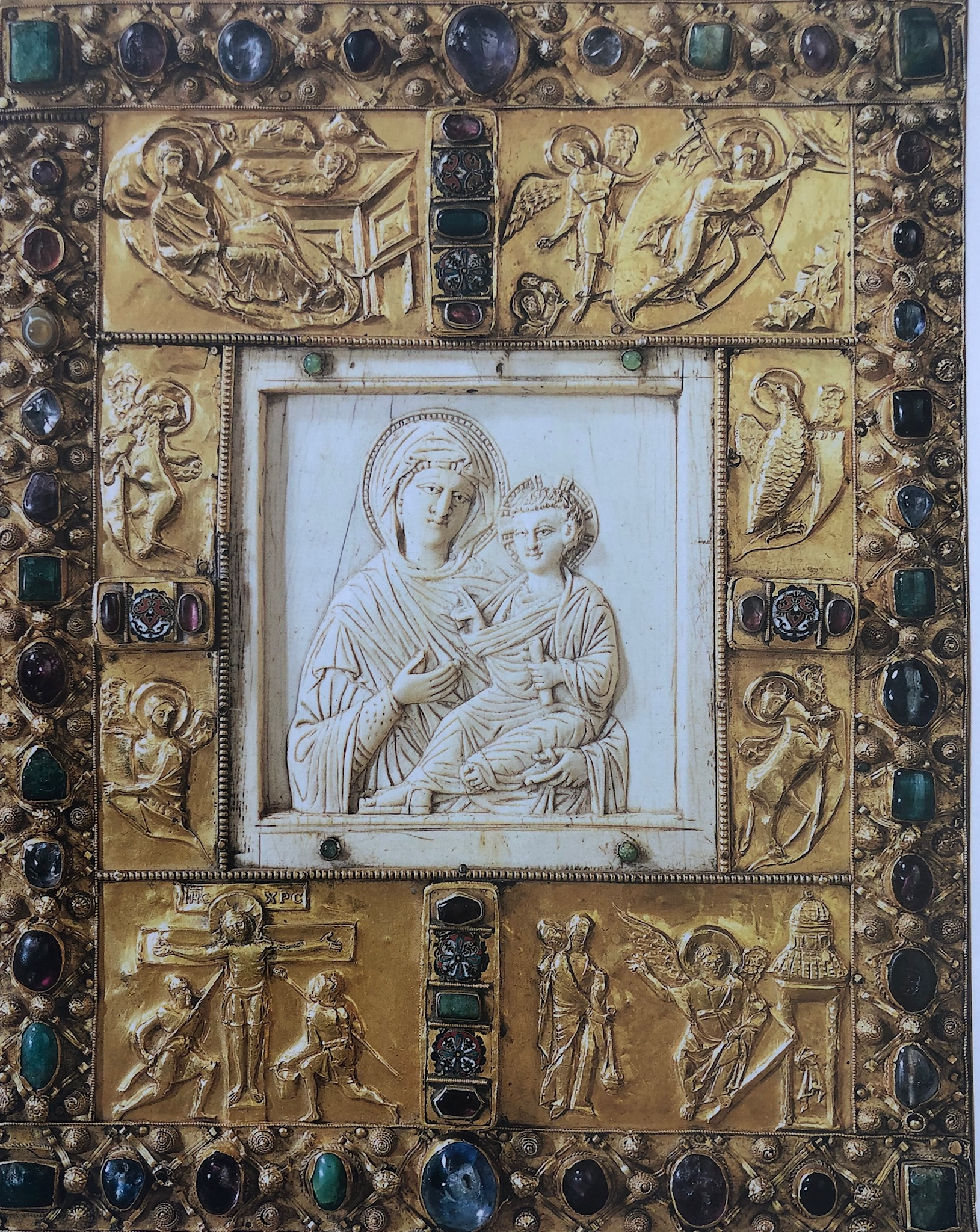
Goldener Buchdeckel mit byzantinischem Elfenbeinrelief

Der Handschrift des Evangeliars diente bis 1972 als Einband ein Buchdeckel aus ottonischer Zeit mit einem Goldschmiederahmen, in dessen Mitte sich ein byzantinisches Elfenbeinrelief des späten 10. Jahrhunderts mit einer Darstellung Marias mit dem Jesuskind befindet. Eine vorangehende Nutzung als Einband des von Otto III. für die Aachener Krönungskirche gestifteten Liuthar-Evangeliares ist wahrscheinlich, zumal neben der äußerst kostbaren Ausgestaltung Entstehungszeit und Herkunft identisch sind; zudem sind die Maße von Deckel und Buch (Höhe 30,4 cm; Breite 23,6 cm) zusammenpassend. Daneben wird jedoch auch die Ansicht vertreten, der Buchdeckel, dessen Entstehung im Kloster Reichenau anzunehmen ist, könne möglicherweise Teil einer von Kaiser Heinrich II. gestifteten Altarausstattung gewesen sein, der auch die Pala d’oro im Aachener Dom zugerechnet wird.
Das Zentrum bildet die Elfenbeintafel, welche die Gottesmutter als Hodegetria (Wegweiserin) zeigt. Sie weist auf Christus als den Erlöser. Das Relief, welches ehemals das Zentrum eines byzantinischen Triptychons aus dem zehnten Jahrhundert bildete, ist zugleich auch Mittelpunkt der in der Längs- und Querachse verlaufenden mit Edelstein- und Zellenschmelzschmuck verzierten Stege, die gemeinsam ein Gemmenkreuz bilden, wie man es häufiger bei karolingischen Vorgängern, so beispielsweise dem Prachteinband des Codex aureus von St. Emmeram, findet, in deren Tradition der Buchdeckel steht. Umrahmt wird die Hodegetria oben und unten von vier aus getriebenem Goldblech gefertigten Relieftafeln mit Szenen aus dem Leben Christi: Geburt, Kreuzigung, Auferstehung und Himmelfahrt. In der Größe etwa eines Drittels dieser szenischen Darstellungen finden sich rechts und links der elfenbeinernen Tafel die vier Evangelistensymbole ebenfalls in goldener Treibarbeit. Diese insgesamt acht Goldreliefs sind stilistisch eng mit denen der goldenen Altartafel des Aachener Doms verwandt, weshalb die Entstehung in derselben Goldschmiedewerkstatt naheliegt, die vermutlich in Fulda zu lokalisieren ist. Die äußere Rahmung bildet eine breite Borte mit reicher Ornamentik aus Edelsteinen und Filigranarbeit.
Zeitlich und stilistisch steht dem Buchdeckel der des Codex aureus Epternacensis am nächsten.
Im 19. Jahrhundert wurde der Buchdeckel einer Überarbeitung unterzogen. Dabei wurden die Goldreliefs nachgetrieben sowie die Symbole von Matthäus und Markus vertauscht.